# أطفال الذرة 2: التضحية النهائية
أطفال الذرة 2: التضحية النهاية أو أطفال الذرة 2: الذبيحة النهاية (بالإنجليزية: Children of the Corn II: The Final Sacrifice)‏ هو فيلم رعب تم إنتاجه في ال ولايات المتحدة ،وصدر سنة 1992 بطولة تيرينس نوكس ، وهو الجزء الثاني من سلسلة أفلام {{أطفال الذرة}}.

## القصة
يسافر صحفي وابنه إلى نبراسكا للتحقيق في بلدة غاتلين الغامضة حيث، دون علمهم، لا تزال طائفة قاتلة من الأطفال تنتظر في حقول الذرة.

## الميزانية والإيرادات
كلف الفيلم 1.3 مليون دولار وحقق أرباح تقدر بـ 7 ملايين دولار.

## وصلات خارجية
أطفال الذرة 2: التضحية النهائية على موقع IMDb (الإنجليزية)
- أطفال الذرة 2: التضحية النهائية على موقع ميتاكريتيك (الإنجليزية)
- أطفال الذرة 2: التضحية النهائية على موقع روتن توميتوز (الإنجليزية)
- أطفال الذرة 2: التضحية النهائية على موقع ألو سيني (الفرنسية)
- أطفال الذرة 2: التضحية النهائية على موقع Turner Classic Movies (الإنجليزية)
- أطفال الذرة 2: التضحية النهائية على موقع أول موفي (الإنجليزية)
- أطفال الذرة 2: التضحية النهائية على موقع بوكس أوفيس موجو (الإنجليزية)
- أطفال الذرة 2: التضحية النهائية على موقع فيلمافينيتي (الإسبانية)
- أطفال الذرة 2: التضحية النهائية على موقع قاعدة بيانات الأفلام السويدية (السويدية)
- أطفال الذرة 2: التضحية النهائية على موقع قاعدة بيانات الفيلم (الإنجليزية)